# Xie Jin
Dans ce nom, le nom de famille, Xie, précède le nom personnel.
Xie Jin (谢晋) est un réalisateur et scénariste né à Shangyu dans la province du Zhejiang en Chine le 21 novembre 1923 et mort le 18 octobre 2008 à Shangyu.

## Biographie
Au début de la révolution culturelle (1966-1976)  Xie Jin et sa famille sont persécutés, ses parents se suicident. il est envoyé à la campagne comme 17 millions de jeunes instruits. En 1969, Jiang Qing le rappelle à ses côtés pour mettre à l'écran les Huit opéras revolutionnaires modèles seules œuvres autorisées pendant la révolution culturelle. Après 1980, Xie Jin critique les excès de la campagne anti-droitiste et ceux de la révolution culturelle.

## Filmographie

### Réalisateur
- 1957 : La Basketteuse n°5 (女篮五号, nǚlán wǔhào)
- 1961 : Le Détachement féminin rouge (红色娘子军, hóngsè niángzǐjūn)
- 1962 : Le Grand Li, le Petit Li et le Vieux Li (zh) (大李小李和老李)[5]
- 1965 : Sœurs de scène (zh) (舞台姐妹, wǔtái jiěmèi)
- 1975 : Chunmiao (zh)
- 1977 : Jeunesse (青春, qīngchūn)
- 1979 : Ô berceau ! (zh) (啊！摇篮, à！yáolán)[6]
- 1980 : La Légende des monts Tianyun (天云山传奇, tiānyúnshān chuánqí)
- 1982 : Le Gardien de chevaux (zh) (牧马人, mùmǎrén)
- 1984 : Qiu Jin (en) (秋瑾)
- 1985 : La Couronne de fleurs sous la haute montagne (zh) (高山下的花环, gāoshān xià de huāhuán)
- 1986 : La Ville des hibiscus (芙蓉镇 / 芙蓉鎮, fúróng zhèn), coq d'or 1987 du meilleur film
- 1989 : Le Dernier Aristocrate (zh) (最后的贵族, zuìhòu de guìzú)
- 1992 : Le Son de cloche du temple de la pureté (zh) (清凉寺的钟声, qīngliángsì de zhōngshēng)
- 1993 : Le Vieil Homme et le Chien (en) (老人与狗, lǎorén yǔ gǒu)
- 1996 : Nü er gu (zh) (女儿谷, nǚér gǔ)
- 1997 : La Guerre de l'opium (鸦片战争, yāpiàn zhànzhēng)
- 2001 : La Footballeuse n°9 (女足九号, nǚzú jiǔhào)

### Scénariste
- 1965 : Sœurs de scène (zh) (舞台姐妹, wǔtái jiěmèi)
- 1984 : Qiu Jin (en) (秋瑾)
- 1986 : La Ville des hibiscus (芙蓉镇 / 芙蓉鎮, fúróng zhèn)

## Honneur
L'astéroïde (335968) Xiejin porte son nom.

### Webographie
- « La Basketteuse n° 5 », sur le site du Festival du cinéma chinois de Paris.
- « Grand Li, Petit Li et Vieux Li », sur le site du Festival du cinéma chinois de Paris.
- « Sœurs de scène », sur le site du Festival du cinéma chinois de Paris.
- « La Légende du mont Tianyun », sur le site du Festival du cinéma chinois de Paris.
- « Le Gardien de chevaux », sur le site du Festival du cinéma chinois de Paris.
- « Qiu Jin », sur le site du Festival du cinéma chinois de Paris.
- « Le Village aux Hibiscus », sur le site du Festival du cinéma chinois de Paris.
- « La Guerre de l'Opium », sur le site du Festival du cinéma chinois de Paris.